# 西寺雅也
西寺 雅也（にしでら まさや、1944年〈昭和19年〉3月3日 - ）は、日本の政治家。元多治見市長（3期）、元岐阜県多治見市議会議員（5期）。市長引退後、山梨学院大学法学部政治行政学科教授。

## 人物
岐阜県多治見市出身。名古屋大学理学部数学科卒業。塾経営等を経て、1971年（昭和46年）、多治見市議会議員に初当選。以後、連続5期市議会議員を務めた。
1995年（平成7年）に多治見市長選挙に立候補し初当選。同年4月に就任した。3期12年にわたり多治見市長を務め、2007年（平成19年）4月29日に引退した。

## 在任中の取り組み
- 行政の透明度を高める努力をし、また、電子化等も推し進めた結果、日本経済新聞の行った行政改革度の調査で、多治見市は、全国各市の中で、第13位にランクされた。
- 結婚等で姓が変わった市職員が、旧姓使用が出来るように要綱をまとめた[6]。